# ПБК Академик (София)
Вижте пояснителната страница за други значения на Академик.
„ПБК Академик“ е баскетболен клуб от София. Той е основан през 1947 г.
Мъжкият отбор играе мачовете си в спортен комплекс в Правец, а детско-юношеската школа – в спортен комплекс „Академика“ в София. За двубоите от евротурнирите използва „Арена Армеец“ в София. Женският отбор, спонсориран от нефтена компания „Лукойл“, се състезава под името „Лукойл Нефтохимик“ и играе мачовете си в зала „Изгрев“ в Бургас.
Мъжкият отбор на Лукойл Академик е 23-кратен шампион на България и 11-кратен носител на Купата на България. През 1957 г. отборът на Академик става световен студентски шампион. През 1958 г. и 1959 г. отборът стига на 2 пъти до финала в турнира за Купата на европейските шампиони, където обаче губи от АСК Рига. Рожби на клуба са баскетболните легенди Любомир Панов, Георги Панов, Виктор Радев, Никола Илов, Михаил Семов, Петър Лазаров, Димитър Сахаников, Георги Бързаков, Никола Атанасов, Атанас Голомеев, Темелаки Димитров, Стефан Филипов, Славей Райчев, Владимир Боянов.
През 2000 г. клубът се възражда отново, след като негов основен спонсор става петролната компания „Лукойл България“. Така „Лукойл Академик“ печели шампионската титла осем поредни години – от 2002/2003 до 2009/2010 г. Отборът записва паметни двубои в престижния турнир за Купата на Улеб, като три пъти (2004, 2005 и 2006 г.) достига до 1/8 финалната фаза. През 2008 г. турнирът има нов регламент, който включва за първи път 1/16 финали. В тях Академик отстрани с две победи латвийския Вентспилс и се класира за 1/8 финалите, където отпадна след две загуби от Динамо Москва, шампион за 2005 – 2006 г.
През 2018 г. Лукойл става спонсор на баскетболния тим на Левски, след което тимът връща името си Академик. През септември 2020 г. се оттегля от шампионата.

## Успехи
- Шампион (26) : 1957, 1958, 1959, 1963, 1968, 1969, 1970, 1971, 1972, 1973, 1975, 1976, 2003, 2004, 2005, 2006, 2007, 2008, 2009, 2010, 2011, 2012, 2013, 2015, 2016, 2017
- Купа на България (11) : 1952, 1954, 2002, 2003, 2004, 2006, 2007, 2008, 2011, 2012, 2013
- Световен Студентски шампион (1) : 1957
- КЕШ – Финалист (2) : 1958, 1959
- Купата на ФИБА Южна Конференция (1) : 2003

- Дубъл Шампион+Купа (7): 2003, 2004, 2006, 2007, 2008, 2011, 2012

### Приятелски международни турнири
- турнир в Пирот: 2009
- турнир в Кипър: 2006

## Зала
Зала „Правец“ е основно реконструирана през 2002 г. и разполага с 500 седящи места. В нея могат да се провеждат състезания по баскетбол, волейбол, тенис на маса, борба, таекуон-до, художествена гимнастика, аеробика и други. Към нея има фитнес-зала, сауна и възстановителен център, модерни съблекални. БК Лукойл Академик играе там мачовете си от вътрешното първенство. Тя е част от огромния спортен комплекс „Правец“, който включва още два затревени футболни терена, два тенис корта, две открити игрища за баскетбол и търговски обекти.

## Известни играчи
- Любомир Панов
- Чавдар Костов
- Георги Панов
- Виктор Радев
- Атанас Голомеев
- Филип Виденов
- Тодор Стойков
- Прийст Лодърдейл
- Ламонт Джоунс
- Уили Дийн
- Травис Питърсън
- Донта Смит
- Дий Браун
- Перо Антич
- Ристе Стефанов
- Каспарс Камбала
- Бруно Шундов
- Красимир Маринчевски